# St Stephen-in-Brannel
St Stephen-in-Brannel (Eglosstefan yn Branel in lingua cornica) è un villaggio e parrocchia civile dell'Inghilterra, appartenente alla contea della Cornovaglia.